# Vuelta a España 1946
Die 6. Vuelta a España war ein Radrennen, das vom 7. bis zum 30. Mai 1946 ausgetragen wurde. Es bestand aus 23 Etappen mit einer Gesamtlänge von 3797 Kilometern. Sieger wurde der Spanier Dalmacio Langarica, die Punktewertung gewann Emilio Rodríguez.

## Etappen
| Etappen    | Start – Ziel                       | km       | Etappensieger                   | Gesamterster         |
| ---------- | ---------------------------------- | -------- | ------------------------------- | -------------------- |
| 1. Etappe  | Madrid – Salamanca                 | 212      | Joaquín Olmos                   | Joaquín Olmos        |
| 2. Etappe  | Salamanca – Béjar                  | 73 (EZF) | Miguel Gual                     | Antonio Martín Eguia |
| 3. Etappe  | Béjar – Cáceres                    | 141      | Francisco Antonio Andrés Sancho | Dalmacio Langarica   |
| 4. Etappe  | Cáceres – Badajoz                  | 132      | Ignacio Orbaiceta               | Dalmacio Langarica   |
| 5. Etappe  | Badajoz – Sevilla                  | 218      | Julián Berrendero               | Delio Rodríguez      |
| 6. Etappe  | Sevilla – Granada                  | 251      | Jan Lambrichs                   | Manuel Costa         |
| 7. Etappe  | Granada – Baza                     | 107      | Dalmacio Langarica              | Manuel Costa         |
| 8. Etappe  | Baza – Murcia                      | 178      | João Lourenço                   | Manuel Costa         |
| 9. Etappe  | Murcia – Valencia                  | 264      | Alejandro Fombellida            | Manuel Costa         |
| 10. Etappe | Valencia – Castellón de la Plana   | 67 (MZF) | Niederlande                     | Manuel Costa         |
| 11. Etappe | Castellón de la Plana – Tortosa    | 123      | Alejandro Fombellida            | Manuel Costa         |
| 12. Etappe | Tortosa – Barcelona                | 215      | Dalmacio Langarica              | Manuel Costa         |
| 13. Etappe | Barcelona – Lérida                 | 162      | Delio Rodríguez                 | Manuel Costa         |
| 14. Etappe | Lérida – Saragossa                 | 144      | Delio Rodríguez                 | Manuel Costa         |
| 15. Etappe | Saragossa – Donostia-San Sebastián | 276      | Delio Rodríguez                 | Manuel Costa         |
| 16. Etappe | Donostia-San Sebastián – Bilbao    | 207      | Dalmacio Langarica              | Manuel Costa         |
| 17. Etappe | Bilbao – Santander                 | 226      | Delio Rodríguez                 | Manuel Costa         |
| 18. Etappe | Santander – Reinosa                | 110      | Dalmacio Langarica              | Dalmacio Langarica   |
| 19. Etappe | Reinosa – Gijón                    | 204      | João Lourenço                   | Dalmacio Langarica   |
| 20. Etappe | Gijón – Oviedo                     | 53 (EZF) | Dalmacio Langarica              | Dalmacio Langarica   |
| 21. Etappe | Oviedo – León                      | 119      | Julián Berrendero               | Dalmacio Langarica   |
| 22. Etappe | León – Valladolid                  | 134      | Alejandro Fombellida            | Dalmacio Langarica   |
| 23. Etappe | Valladolid – Madrid                | 200      | Julián Berrendero               | Dalmacio Langarica   |